# Campionati italiani di triathlon medio del 2013
I Campionati italiani di triathlon medio del 2013 sono stati organizzati dalla Federazione Italiana Triathlon e si sono tenuti a Barberino di Mugello in Toscana, in data 5 maggio 2013.
Le distanze previste a gara sono state: 1,9 km di nuoto, 84 km nella frazione ciclistica ed una frazione podistica finale di 21 km.
Tra gli uomini ha vinto Massimo Cigana (Liger Team Keyline), mentre la gara femminile è andata a Alice Betto (Raschiani Tri Pavese).

## Risultati

### Élite uomini
| Pos. | Atleta             | Società sportiva   | Nuoto    | Bici     | Corsa    | Totale   |
| ---- | ------------------ | ------------------ | -------- | -------- | -------- | -------- |
|      | Massimo Cigana     | Liger Team Keyline | 00:24:21 | 02:03:32 | 01:20:33 | 03:49:56 |
|      | Domenico Passuello | Peperoncino Team   | 00:24:32 | 02:02:05 | 01:27:27 | 03:55:33 |
|      | Alberto Casadei    | Fiamme Oro         | 00:22:19 | 02:15:24 | 01:19:50 | 03:57:33 |
| 4    | Danilo Brustolon   | Fiamme Oro         | 00:22:20 | 02:17:43 | 01:18:38 | 04:00:06 |
| 5    | David Ruzsas       | Peperoncino Team   | 00:22:16 | 02:16:58 | 01:19:54 | 04:00:58 |
| 6    | Alessio Picco      | T.D. Rimini        | 00:25:44 | 02:15:38 | 01:20:49 | 04:02:11 |
| 7    | Gabriele Mazzetta  | Peperoncino Team   | 00:23:31 | 02:14:01 | 01:23:49 | 04:03:00 |
| 8    | Anthony Pannier    | Peperoncino Team   | 00:20:59 | 02:13:02 | 01:28:06 | 04:03:35 |
| 9    | Luca De Paolis     | Forhans Team       | 00:25:11 | 02:16:24 | 01:20:11 | 04:03:36 |
| 10   | Michele Insalata   | Nadir on the Road  | 00:24:28 | 02:18:52 | 01:19:20 | 04:04:59 |
| 11   | Nicolas Beyeler    | Forhans Team       | 00:24:32 | 02:17:45 | 01:21:16 | 04:05:26 |
| 12   | Csaba Kuttor       | Peperoncino Team   | 00:21:36 | 02:17:58 | 01:24:24 | 04:05:37 |
| 13   | Marco Marini       | Sport Shuttle      | 00:24:26 | 02:15:26 | 01:24:07 | 04:05:41 |
| 14   | Matteo Annovazzi   | Peperoncino Team   | 00:26:00 | 02:15:33 | 01:24:26 | 04:05:59 |
| 15   | Manuele Canuto     | Fiamme Oro         | 00:22:23 | 02:22:37 | 01:21:22 | 04:06:22 |
| 16   | Francesco Cauz     | Liger Team Keyline | 00:22:17 | 02:17:04 | 01:25:34 | 04:06:41 |
| 17   | Simone Mantolini   | FIT Program        | 00:24:23 | 02:15:57 | 01:24:53 | 04:07:06 |
| 18   | Cristiano Iuliano  | Firenze Triathlon  | 00:22:48 | 02:21:05 | 01:22:08 | 04:08:04 |
| 19   | Bruno Pasqualini   | Torino Triathlon   | 00:24:24 | 02:13:57 | 01:28:15 | 04:08:06 |
| 20   | Stefano Paoli      | Triathlon 3V       | 00:24:19 | 02:16:37 | 01:26:17 | 04:09:04 |

### Élite donne
| Pos. | Atleta                   | Società sportiva             | Nuoto    | Bici     | Corsa    | Totale   |
| ---- | ------------------------ | ---------------------------- | -------- | -------- | -------- | -------- |
|      | Alice Betto              | Raschiani Tri Pavese         | 00:23:00 | 02:33:28 | 01:24:46 | 04:23:08 |
|      | Martina Dogana           | Triathlon Cremona Stradivari | 00:27:00 | 02:37:45 | 01:27:49 | 04:34:30 |
|      | Margie Santimaria        | Fiamme Oro                   | 00:25:28 | 02:35:21 | 01:32:57 | 04:35:20 |
| 4    | Marta Gaiardelli         | Fiamme Azzurre               | 00:27:01 | 02:31:56 | 01:40:02 | 04:40:32 |
| 5    | Costanza Fasolis         | Torino Triathlon             | 00:28:36 | 02:32:46 | 01:39:09 | 04:42:15 |
| 6    | Laura Pederzoli          | Ironwoman                    | 00:32:44 | 02:39:28 | 01:35:54 | 04:48:06 |
| 7    | Michela Menegon          | Firenze Triathlon            | 00:25:27 | 02:46:03 | 01:38:21 | 04:51:42 |
| 8    | Daniela Pallaro          | Padova Triathlon             | 00:27:03 | 02:49:59 | 01:33:17 | 04:52:28 |
| 9    | Maria Alfonsa Sella      | T.D. Rimini                  | 00:33:36 | 02:42:46 | 01:33:56 | 04:52:58 |
| 10   | Angela Stefani           | Ironwoman                    | 00:31:50 | 02:40:14 | 01:38:15 | 04:53:11 |
| 11   | Monica Ferrari           | Bcicli Triathlon             | 00:33:41 | 02:41:22 | 01:36:39 | 04:53:43 |
| 12   | Teodolinda Camera        | Virtus                       | 00:27:42 | 02:52:07 | 01:37:15 | 04:58:40 |
| 13   | Ilaria Zavanone          | Torino Triathlon             | 00:39:32 | 02:39:16 | 01:44:33 | 05:03:21 |
| 14   | Gabriella Picco-Winteler | Sui-Svizzera                 | 00:33:35 | 02:48:36 | 01:42:03 | 05:06:56 |
| 15   | Monica Zenarolla         | Udine Triathlon              | 00:36:47 | 02:51:10 | 01:37:19 | 05:07:54 |
| 16   | Linda Scattolin          | Padova Nuoto Dynamica        | 00:33:57 | 02:45:13 | 01:49:16 | 05:10:48 |
| 17   | Luisa Fumagalli          | Triathlon Cremona Stradivari | 00:31:37 | 03:03:12 | 01:39:50 | 05:17:37 |
| 18   | Paola Bonfreschi         | Atl. MDS Panariagroup        | 00:31:22 | 03:01:46 | 01:43:47 | 05:20:37 |
| 19   | Mery Bernasconi          | Sui-Svizzera                 | 00:34:51 | 02:52:17 | 01:51:37 | 05:20:58 |
| 20   | Gabi Winck               | Lc Bozen                     | 00:36:56 | 02:51:50 | 01:50:17 | 05:22:27 |